# MK 101 機関砲
MK 101は、第二次世界大戦中にドイツの軍用機に使用された、30mmの航空機関砲である。正確な射撃と強力な破壊力、高い砲口速度を備えていた。しかし、非常に重い機関砲で、毎分230-250発と発射速度も遅く、これらの欠点により大量生産はされなかった。

## 開発と使用
この機関砲は、1935年、MG-101としてラインメタル・ボルジッヒ社（Rheinmetall-Borsig）社で開発された（このMG-101機関砲は後にMK-101に変更されている。MKはドイツ語でMaschinenkanoneの略、機関砲の意）。
このMK 101は、9種類の30x184Bの弾丸（基礎的な高性能爆薬弾からタングステン芯の徹甲弾まで）を発射可能な30mmの長砲身自動機関砲であった。
Mk 101はショートリコイルで、この砲の特徴として空気圧によるコッキングと円筒状コイルによる電気発火を持つ。射撃後には銃身と遊底（ボルト）が30mm後部へスライドする。
シュタンゲ・タイプによってロックされたボルトは、7.92mmのMG 30軽機関銃のような機構を持っていた。ロッキングシステムは丈夫だったが、発射速度がやや遅い230-250rpmに制限されていた。このことが他の航空機に搭載されなかった大きな理由である。
強力で正確な射撃ができるという理由で、1941年後半ごろにヘンシェルHs 129対地攻撃機の搭載火器として選定された。砲弾は10発（初期型）あるいは30発のドラムマガジンで供給され、300mの距離から75mmの装甲板を貫通する能力を持っていた。
航空機に装備した対戦車兵器としてMk 101はタングステン芯のAP弾でソビエト連邦のKV-1重戦車の砲塔および側面の装甲を貫通することができた。
MK 101の電気発火型は、のちにMK 103として発展・設計がおこなわれた。

## 搭載機
- Hs 129
- He 177 A-1/U2